# 絨鑷麗魚
絨鑷麗魚（学名：Labidochromis vellicans）為輻鰭魚綱鱸形目隆頭魚亞目慈鯛科的其中一種，分布於非洲馬拉威湖流域，為特有種，體長可達6.7公分，棲息在岩石底質水域，以藻類、昆蟲幼蟲等為食，生活習性不明，可做為觀賞魚。

## 擴展閱讀
維基物種上的相關：絨鑷麗魚